# بيتستون
بيتستون (بالإنجليزية: Pittston, Pennsylvania)‏ هي مدينة تقع في مقاطعة لوزيرن (بنسيلفانيا) بولاية بنسيلفانيا في الولايات المتحدة. تبلغ مساحة هذه المدينة (كم²)، بلغ عدد سكانها 7739 نسمة في عام 2010 حسب إحصاء مكتب تعداد الولايات المتحدة.

## الموقع الجغرافي
الموقع الجغرافي للمناطق المحيطة بهذه النقطة هو كالتالي:

## أعلام
- دان غوردون
- هاغي جينينغز
- ويليام بومان
- توماس كرايغ

## وصلات خارجية
- The US50 - Cities and Towns in Pennsylvania State

قالب:مدن بنسيلفانيا